# San-men-sia
San-men-sia (čínsky pchin-jinem Sānménxiá) je městská prefektura v Čínské lidové republice. Patří k provincii Che-nan.
Celá prefektura má rozlohu 9 922 čtverečních kilometrů a v roce 2020 v ní žily dva milióny obyvatel.

## Poloha
San-men-sia je nejzápadnější prefekturou provincie Che-nan. Hraničí s Luo-jangem na východě, s Nan-jangem na jihovýchodě, s provincií Šen-si na západě a s provincií Šan-si na severu. Město samotné leží přímo na jižním břehu Žluté řeky v místě, kde si razí cestu vysočinou Chuang-tchu na své cestě do Severočínské nížiny.

## Správní členění
Městská prefektura San-men-sia se člení na šest celků okresní úrovně, a sice dva městské obvody, dva městské okresy a dva okresy.
| Chu-pin Šan-čou okres · Mien-čch’ okres · Lu-š’ městský okres · I-ma městský okres · Ling-pao |        |                       |             |                                         |
| Název                                                                                         | Název  | Počet obyvatel (2018) | Rozloha km² | Hustota zalidnění (obyv. na km²) (2018) |
| český přepis                                                                                  | znaky  | Počet obyvatel (2018) | Rozloha km² | Hustota zalidnění (obyv. na km²) (2018) |
| Městské obvody                                                                                |        |                       |             |                                         |
| Chu-pin                                                                                       | 湖滨区 | 326 682               | 205         | 1 594                                   |
| Šan-čou                                                                                       | 陕州区 | 288 538               | 1 610       | 179                                     |
| Městské okresy                                                                                |        |                       |             |                                         |
| I-ma                                                                                          | 义马市 | 135 819               | 99          | 1 368                                   |
| Ling-pao                                                                                      | 灵宝市 | 656 571               | 2 996       | 219                                     |
| Okresy                                                                                        |        |                       |             |                                         |
| Mien-čch’                                                                                     | 渑池县 | 310 130               | 1 357       | 229                                     |
| Lu-š’                                                                                         | 卢氏县 | 317 132               | 3 655       | 87                                      |
|                                                                                               |        |                       |             |                                         |
| Celkem                                                                                        | Celkem | 2 034 872             | 9 922       | 205                                     |